# Mauvezin (Hautes-Pyrénées)
Mauvezin ist eine französische Gemeinde mit 240 Einwohnern (Stand: 1. Januar 2022) im Département Hautes-Pyrénées in der Region Okzitanien. Sie gehört zum Arrondissement Bagnères-de-Bigorre und zum Kanton La Vallée de l’Arros et des Baïses.
Nachbargemeinden sind Gourgue im Nordwesten, Ricaus im Norden, Péré und Lutilhous im Nordosten, Capvern im Osten, Benqué-Molère im Süden, Bonnemazon im Südwesten und Artiguemy im Westen.

## Bevölkerungsentwicklung
| Jahr      | 1962 | 1968 | 1975 | 1982 | 1990 | 1999 | 2008 | 2015 |
| --------- | ---- | ---- | ---- | ---- | ---- | ---- | ---- | ---- |
| Einwohner | 220  | 230  | 220  | 226  | 209  | 188  | 226  | 235  |

## Sehenswürdigkeiten
- Schloss Mauvezin
- Kirche

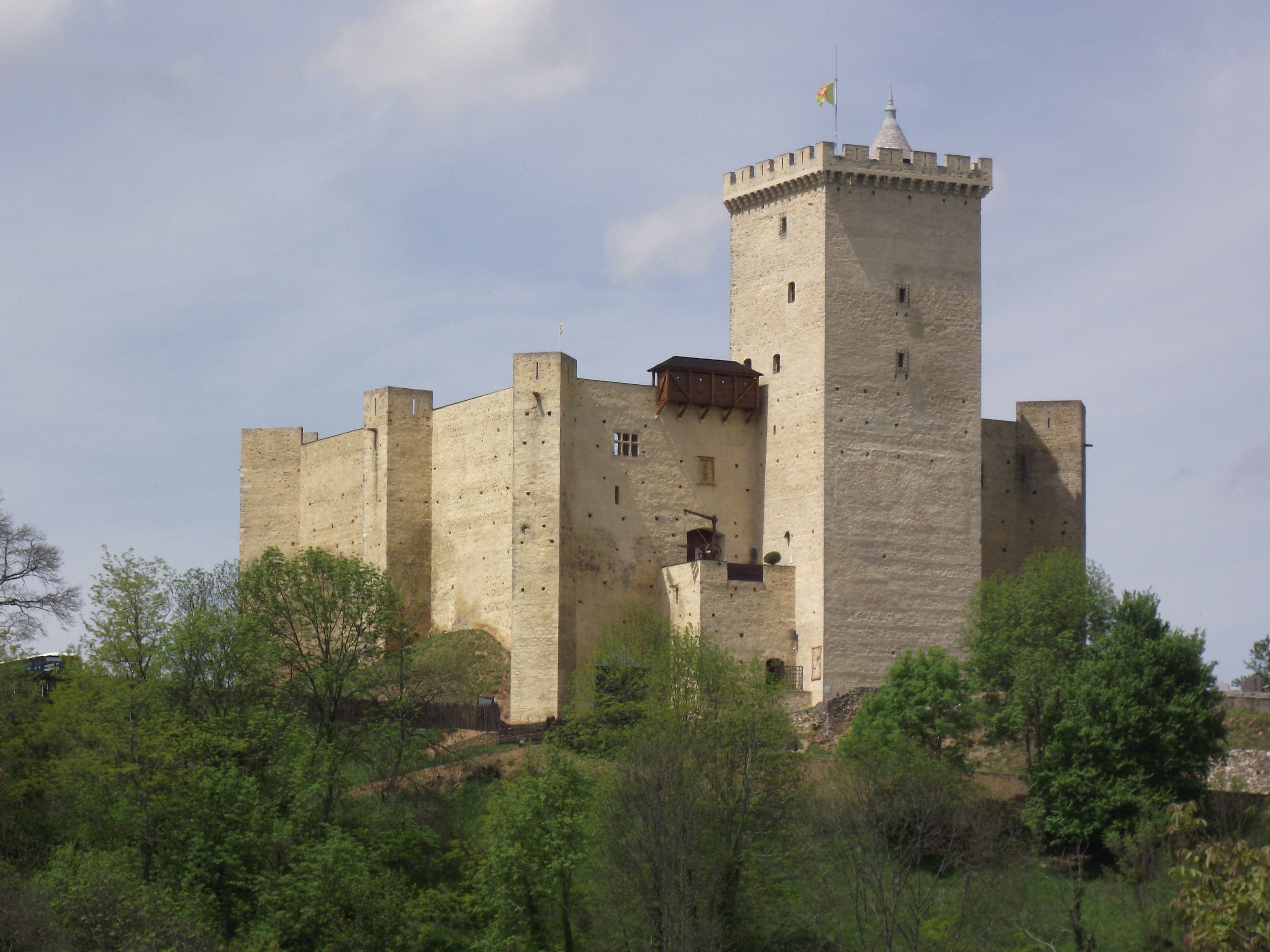
Schloss von Mauvezin
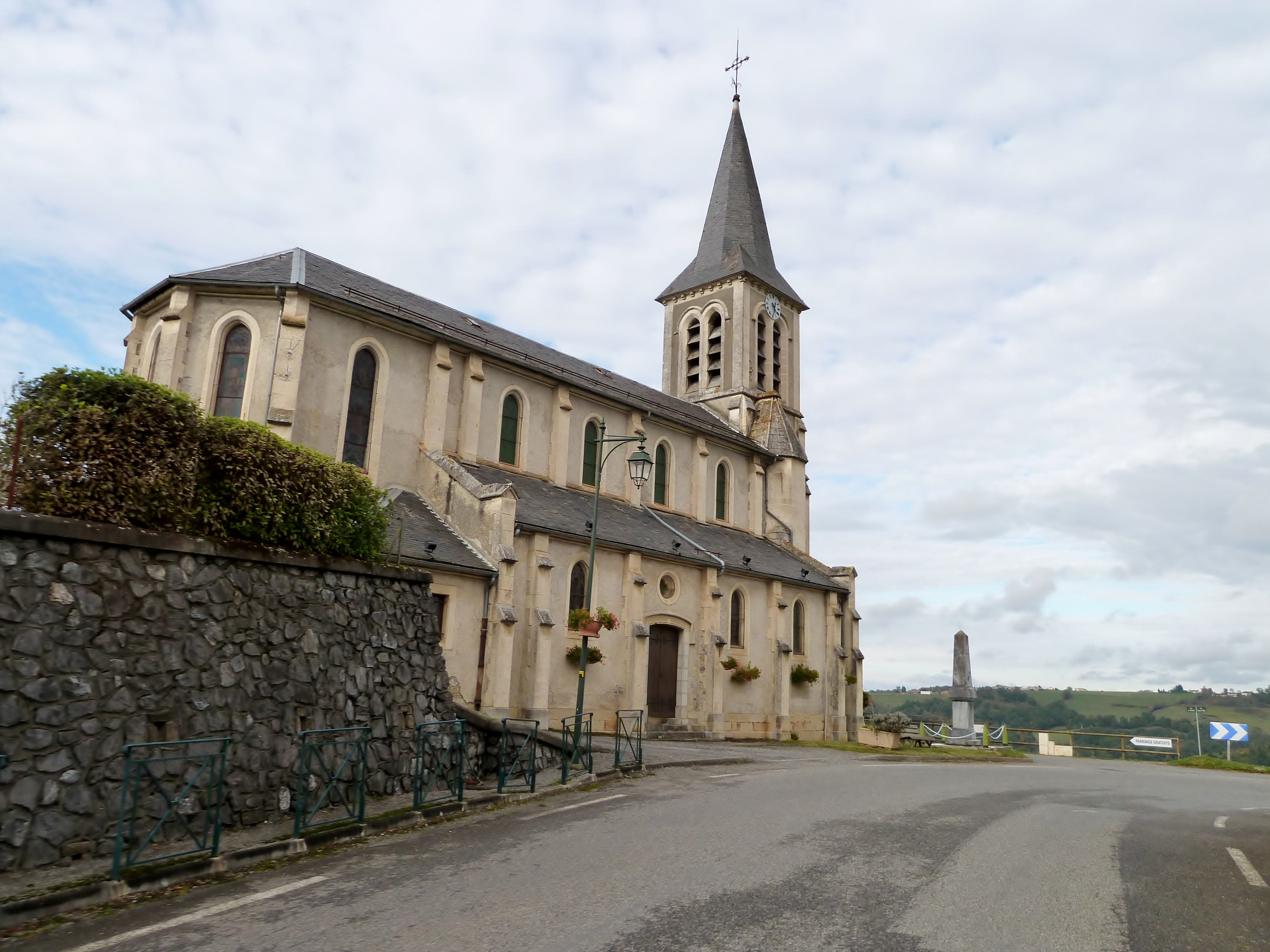
Kirche